# Бровківська волость
Бровківська волость — історична адміністративно-територіальна одиниця Сквирського повіту Київської губернії з центром у селі Бровки.
Станом на 1886 рік складалася з 3 поселень, 4 сільських громад. Населення — 3530 осіб (1739 чоловічої статі та 1791 — жіночої), 413 дворових господарств.
|                     | Площа, десятин | У тому числі орної, дес. |
| ------------------- | -------------- | ------------------------ |
| Сільських громад    | 3315           | 2652                     |
| Приватної власності | 4452           | 2890                     |
| Іншої власності     | 369            | 216                      |
| Загалом             | 8136           | 5758                     |

Поселення волості:
- Бровки — колишнє власницьке село при річці Кам'янка за 30 версти від повітового міста, 693 особи, 113 дворів, православна церква, постоялий будинок, 2 лавки. За версту — залізнична станція.
- Василівка — колишнє власницьке село при річці Кам'янка, 618 осіб, 97 дворів, православна церква.
- Городище — колишнє власницьке село при річці Унава, 549 осіб, 82 двори, православна церква, постоялий будинок.
- Ярешки — колишнє власницьке село при річках Кам'янка, 758 осіб, 121 двір, православна церква, постоялий будинок.

В кінці 19 століття до складу волості входило містечко Вчорайше та 7 сіл. Кількість населення становила 12 491 особу, з них 393 католики та 974 юдеї. Земель — 18 765 десятин, з них 13 488 десятин ріллі, 2 495 десятин під луками, 1 290 десятин — під лісом. Волосне правління розміщувалося в Ярешках.
Старшинами волості були:
- 1909—1910 роках — Прохір Васильович Морванюк[3],[4];
- 1912—1913 роках — Мусій Гаврилович Шепель[5],[6];
- 1915 року — Дмитро Счасливий[7].